# Ocian Praia Clube
O Ocian Praia Clube é um clube esportivo, cultural e social localizado na cidade de Praia Grande.

## História
O clube foi fundado em 1963, pela Organização Construtora e Incorporadora Andraus (OCIAN), que dá nome ao clube e também ao bairro Cidade Ocian. Possui importância histórica para o município, tendo sido a primeira sede do executivo municipal, após a emancipação em 1967. Permaceu como sede por dois anos (governo Nicolau Paal), até o prédio da prefeitura ser entregue no Boqueirão. Na época a escolha se deu pelo fato do clube possuir uma infraestrutura preparada e por ser um ponto histórico e memorável da Cidade.
Na década de 1950, a região da Cidade Ocian era um gigantesco mangue e antes da região ser aterrada para a ocupação do solo, era comum a pesca de traíras e outros peixes onde hoje está construída sua sede do clube.
É o maior clube do litoral paulista e possui essa inscrição no muro do clube de frente praia. Em 2010 vendeu parte de seu terreno (um dos campos de futebol) para a construção de um empreendimento imobiliário, onde os moradores serão automaticamente associados. Isso representou grandes mudanças no clube, com a construção de uma nova sede, modernização das instalações, como o salão de festas e as quadras poliesportiva, reforma da piscina externa e construção da piscina aquecida de alta tecnologia.

## Esportes
O Ocian possui um complexo aquático, além de desenvolver várias modalidades esportivas, como atletismo, futebol, lutas, tênis e futsal, onde se destaca, com títulos de Campeão Paulista e Campeão Metropolitano da Série A2.